# Zsuzsa Almássy
Zsuzsa Almássy (Budapest, 8 ottobre 1950) è un'ex pattinatrice artistica su ghiaccio ungherese, specializzata nel singolo.

## Palmarès
| Internazionali            | Internazionali | Internazionali | Internazionali | Internazionali | Internazionali | Internazionali | Internazionali | Internazionali | Internazionali | Internazionali |
| Evento                    | 1962–63        | 1963–64        | 1964–65        | 1965–66        | 1966–67        | 1967–68        | 1968–69        | 1969–70        | 1970–71        | 1971–72        |
| ------------------------- | -------------- | -------------- | -------------- | -------------- | -------------- | -------------- | -------------- | -------------- | -------------- | -------------- |
| Giochi olimpici invernali |                | 17°            |                |                |                | 6°             |                |                |                | 5°             |
| Campionati mondiali       |                | 18°            |                | 7°             |                | 8°             | 3°             | 5°             | 7°             | 4°             |
| Campionati europei        |                | 11°            |                | 6°             | 3°             | 4°             | 4°             | 3°             | 2°             | 4°             |
| Prize of Moscow News      |                |                |                |                |                | 1°             |                |                |                |                |
| Prague Skate              |                |                |                |                | 2°             |                |                |                |                |                |
| Richmond Trophy           |                |                |                | 2°             | 1°             |                |                |                |                |                |
| Universiadi               |                |                |                |                |                |                |                | 1°             |                |                |
| Nazionali                 |                |                |                |                |                |                |                |                |                |                |
| Campionati ungheresi      | 2°             | 1°             | 2°             | 1°             | 1°             | 1°             | 1°             | 1°             |                |                |